# Noční pasažéři
Noční pasažéři (v originále Les Passagers de la nuit) je francouzský dramatický film z roku 2022, který režíroval Mikhaël Hers podle vlastního scénáře. Snímek měl světovou premiéru na filmovém festivalu v Berlíně dne 3. února 2022.

## Děj
V 80. letech 20. století Elisabeth opustil manžel a musela si najít práci, aby uživila své dvě děti, Matthiase a Judith. Stává se operátorkou ústředny v nočním rozhlasovém pořadu. Tam potká Talulah, mladou ženu bojující se závislostí, kterou vezme pod svá ochranná křídla.

## Obsazení
| Charlotte Gainsbourgová | Élisabeth           |
| Noée Abita              | Talulah             |
| Quito Rayon Richter     | Matthias Davies     |
| Megan Northam           | Judith Davies       |
| Emmanuelle Béart        | Vanda Dorval        |
| Thibault Vinçon         | Hugo                |
| Didier Sandre           | Jean                |
| Laurent Poitrenaux      | Manuel Agostini     |
| Raphaël Thiéry          | Francis             |
| Ophélia Kolb            | kolegyně z knihovny |
| Zoé Bruneau             | profesorka historie |
| Mounir Margoum          | Lounès              |
| Lilith Grasmug          | Leïla               |
| Calixte Broisin-Doutaz  | Carlos              |

## Ocenění
- César: nominace na nejlepší filmovou hudbu (Anton Sanko)